# SN 2002ef
SN 2002ef – supernowa typu Ia odkryta 30 lipca 2002 roku w galaktyce NGC 7761. W momencie odkrycia miała maksymalną jasność 16,50m.